# Dragan Gajić
Dragan Gajić (Celje, 21 de Julho de 1984) é um jogador esloveno de handebol e que atua pelo Montpellier Agglomération Handball que disputa Campeonato Francês de Handebol Masculino. Gajić também joga pela seleção eslovena, tendo atuado em mais de 130 partidas e feito mais de 500 gols.

## Conquistas pessoais
Os destaques da sua carreira são:
- Artilheiro da Taça EHF de 2013-2014;
- Artilheiro do Campeonato Mundial de Andebol Masculino de 2015;
- 6º colocado com a Seleção Eslovena no Campeonato Europeu de Handebol Masculino de 2012;
- 8º colocado com a Seleção Eslovena no Campeonato Mundial de Andebol Masculino de 2015;
- Campeão pelo Montpellier do Campeonato Francês de Handebol de 2011-2012
- Campeão pelo Montpellier da Copa da França de Handebol de 2011.